# Gnorismoneura exulis
Gnorismoneura exulis es una especie de polilla del género Gnorismoneura, tribu Archipini, familia Tortricidae. Fue descrita científicamente por Issiki & Stringer en 1932.

## Distribución
La especie se distribuye por Taiwán.